# 로빈 판 페르시
로빈 판 페르시(네덜란드어: Robin Van Persie, 1983년 8월 6일 ~ )는 네덜란드의 은퇴한 축구 선수로, 포지션은 공격수였다. 현재 SC 헤이렌베인의 감독이다.

## 데뷔 초기부터 아스널 시절
그는 로테르담 동부 크랄링겐 지역에서 자랐으며, 네덜란드에서 축구 경력을 SBV 엑셀시오르에서 유소년 선수로 뛰면서 시작하였다. 2001년, 그는 페예노르트와 계약하였다. 페예노르트에서 뛰면서 그는 재능있는 젊은 스트라이커로서 이름을 알렸다. 클럽에서 약간 문제가 있은 뒤에, 그는 잉글랜드의 클럽인 아스널과 2004년에 대략 300백만 파운드에 계약하였다.
비록 부상을 수 차례 당하였지만 아스널에서 여덟 시즌을 뛰면서, 그는 235경기 출장에 110골을 기록하였다.

## 맨체스터 유나이티드
2012년 8월 16일 맨체스터 유나이티드로 4년 계약을 체결하였고, 맨유에서 첫 시즌에 우승과 더불어 2년 연속 득점왕을 차지하였다.

## 국가대표 경력
2005년, 그는 네덜란드 대표팀에 합류하였다. 그는 대표팀 햇수 3년동안만에 19경기 출장에 7골을 기록하였다. 2006년 FIFA 월드컵 및 UEFA 유로 2008, 2010년 FIFA 월드컵, 유로 2012, 2014년 FIFA 월드컵에서도 네덜란드 국가대표로서 활약하였다. 그는 네덜란드 대표팀 최다 득점자이다.2014년 FIFA 월드컵 스페인전에서 이케르 카시야스의 진로를 방해한 비매너이기도 하다.

## 약력

### 성장
판페르시는 로테르담 크라링겐 지역에서 자랐는데, 노동자들이 사는 동네였다. 그의 어머니는 화가였고, 아버지 밥 반페르시는 네덜란드의 유명한 조각가였다. 그는 자매인, 릴리(Lily)와 키키(Kiki)와 같이 자랐다. 예술가였던 부모 덕분에, 그는 어렸을 때부터 그의 손을 창의적인 일에 쓰도록 독려 받았다. 하지만, 그가 손이 아니라 발에 더 재간이 있다는 것이, 길거리 축구를 하면서부터 명백해졌다.
자라면서, 판페르시는 그가 다니던 로테르담의 학교에서 문제를 많이 일으켰다.  나쁜 짓을 많이 해 교실 바깥으로 쫓겨나 나가서 있어야 하였다. 하지만, 그 덕분에 40 살 가량의 학교 수위인 모우시(네덜란드어: Sietje Moush)와 친해질 수 있었다. 모우시는 당시 14살이었던 판페르시에게 나이트클럽을 가기보다는 공부에 집중하라고 조언하였다. 모우시의 충고 덕분에 판페르시의 행실이 좋아졌고 결국 그의 프로 축구 선수 경력을 시작할 수 있었다.

### 초창기 경력
판페르시는 1998년 엑셀시오르 유소년팀에 입단하였고, 1999년에는 페예노르트 유소년팀에 입단하였다., 2001년 페예노르트 로테르담 유소년 팀으로 이적하였다. 주전 선수들의 부상으로 인해 빈 자리가 생기자, 그는 빠르게 주전 자리를 차지하였다. 17세의 나이에 클럽에 데뷔하였으며, 이어 15 경기에 출장하였다. 그는 꽤 좋은 활약을 보여주었다. 특히 2002년 5월 8일 열린 2002 UEFA 컵 결승전에서 페예노르트 로테르담이 보루시아 도르트문트를 3-2로 꺾는 데 있어서 지대한 공헌을 하였다. 그는 2001-02 시즌 KNVB가 수여하는 최고의 젊은 선수 상(Best young talent award)를 수상하였다.
2002년 여름, 판페르시는 등에 심한 부상을 입었다. 하지만 그는 재빨리 회복하여, 2002-03 시즌 시작에 맞추어 회복할 수 있었다. 시즌 초 그는, 18세의 나이에, 페예노르트와 3년 반짜리 계약을 맺었다. 그 전 시즌 좋은 활약을 보여주었지만, 그는 점차 감독 베르트 판마르바이크와 사이가 나빠졌다. 불화 때문에, 판페르시는 결국 예비 팀으로 강등되었다. 2003년 봄, 당시 19세였던 판페르시는, 페예노르트 예비 팀과 아약스 예비 팀과의 잊혀지지 않을 경기에서 뛰게 되었다. 경기 도중, 일부 훌리건들이 축구 잔디 위로 난입하였으며, 페예로르트 선수들을 구타하였다. 판페르시도 몇 대 주먹을 맞고 발차기를 당하였다. 판페르시의 부상은 심각하지 않았다. 클럽 레벨에서는 어려움을 겪었지만, 그는 19세 이하나 21세 이하 네덜란드 팀이 여러 대회를 우승하는 데 큰 기여를 하였다. 판페르시의 예비 팀 체류는 잠시였다. 그는 다시 에레디비시 주전 팀으로 올라가 28 경기를 뛰었다. 이 시즌에서 그는 8 골을 기록하였다. 네덜란드 컵(Dutch Cup)에서, 페예노르트는 준우승을 하였으며, 또한 판페르시는 챔피언스리그 경기에 두 번 출장하였다. 하지만 모나코에서 열린 UEFA 슈퍼컵 전날, 레알 마드리드와의 경기를 앞두고, 엄격하였던 감독인 베르트 판마르바이크에 의해 집으로 보내졌다. 최근 경기를 앞두고 웜업하라고 지시받은 판페르시가 부적절한 바디 랭귀지를 사용하였던 것이 이유라고 전해졌다.
다음 해인, 2003년 여름, 페예노르트는 2005년 이후까지 판페르시와의 계약을 연장하려는 움직임을 보였다. 계약은 성사되지 않았다. 판마르윅 감독과의 불화 사실이 계약을 못한 것에 대해 복합적 사유로 작용하였다. 이 일에도 불구하고, 판페르시는 2003-04 시즌 리그 28 경기에서 6 골을 기록하였다. 페예노르트는 그에 대한 이적 제의를 받아보기로 하였다. 그럼에도 불구하고 그에게 관심을 보이는 클럽은 드물었는데, 그 까닭은 그가 잘 지시에 따르지 않는 결점이 있다고 소문이 나 있었기 때문이었다. 고작 베르더 브레멘, 세비야 FC, 발렌시아, PSV 에인트호번, 아스널 등이 그와 계약을 하려고 하였던 팀들이었다. 아스널의 스카우트 담당인 스티브 롤리(Steve Rowley)는 이 네덜란드 출신 문제아를 과연 스카우트해올 가치가 있을지 없을지에 대해 고민하였다. 그는 판페르시가 그 성격이 오해 받고 있는 선수 중 하나라고 결론 내리고는, 아스널로 하여금 2004년 1월 이적 윈도(transfer window) 하에서 그를 데려오게끔 하는 계약을 성사시키게 하였다. 계약 서명에도 불구하고, 두 클럽은 거래에 합의할 수 없었다. 그러나 아스널이 집요하게 물고 늘어지자, 페예노르트는 그 해 여름에 결국 그를 아스널로 이적시켰다.

### 아스널 FC , 네덜란드 국가대표팀

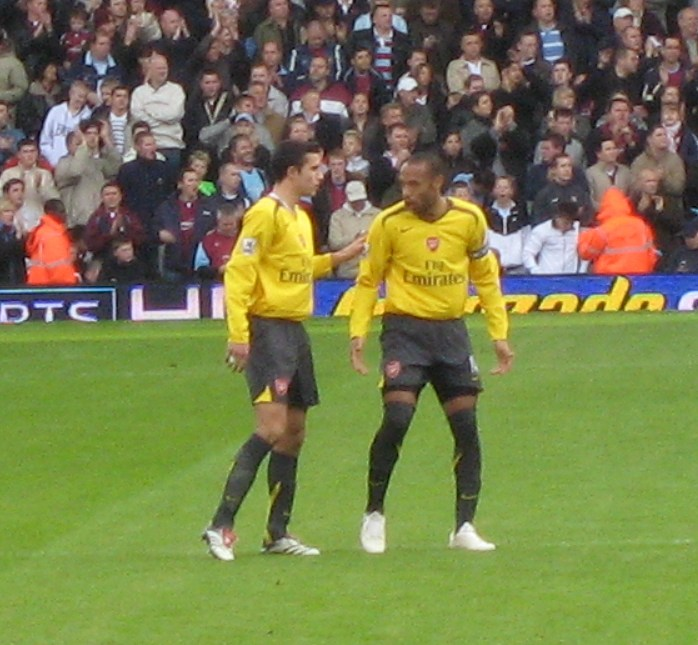
티에리 앙리와 같이 있는 판페르시.

2004-05 시즌 초반, 판페르시는 "벤치"에 앉아서 대부분의 시간을 보냈다.
하지만 이윽고 맨체스터 시티와의 풋볼 리그 컵 경기에서 인상적인 데뷔전을 치렀다.
2007년 10월 27일, 팀의 첫 골을 뽑아내었으며, 2-1 승리를 이끌어내었다. 정규 팀에서 한 차례 뛰고 난 뒤, 2월에는 좋지 않은 일이 일어났다.
사우스햄튼 FC와의 경기에서 그가 퇴장을 당해, 아스널이 승점 2점을 까먹은 것이었다.
아르센 웽거 감독은 판페르시에게 크게 화를 냈는데, 아르센 웽거 감독이 사람들 앞에서 선수를 비난하는 모습을 보여준 것은 매우 이례적이었다.  이윽고 판페르시의 "자리"는 아예 "벤치"에 시멘트를 발라 붙인 듯이 고정된 것처럼 보였다.  하지만 판페르시는 훈련에서 두 배로 좋은 모습을 보여주려 노력하였으며, 팀 동료 티에리 앙리가 부상을 당하자, 벵거 감독은 어쩔 수 없이 그를 경기에 내보내게 되었다.
정규 로스터로 돌아 온 뒤, 그는 매우 많은 골을 넣었는데, 특히 블랙번 로버스 FC와의 FA컵 (잉글랜드) 준결승전에서는 중요한 2골을 기록하여, 아스널에 승리를 가져다 주었다.
수비가 꽤 강한 웨스트 브로미치 앨비언 FC와의 경기에서도 중요한 골을 넣었는데, 이에 아스널은 프리미어리그 2위를 할 수 있었다.
좋은 활약을 보여주고 있는 상황이었으나, 그는 다시 부상을 당해 출전을 못하게 되었다.
그럼에도 불구하고, 아스널에서의 첫 시즌인 이 시즌에, 그는 40 경기 출장에 10 골을 기록하였다.

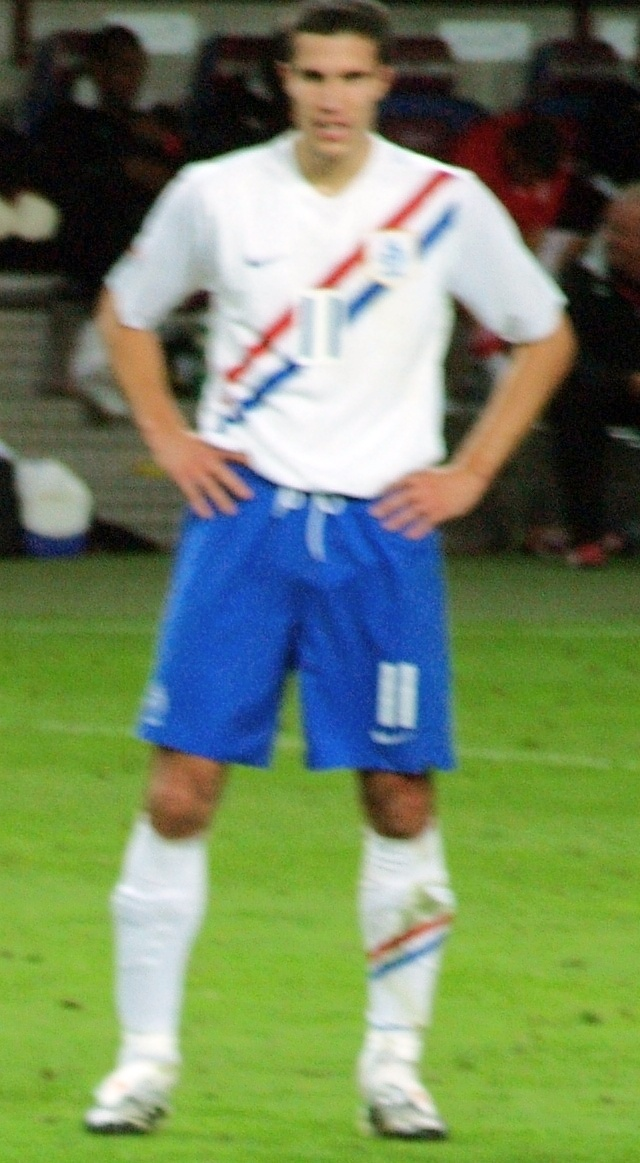
네덜란드 팀에서 뛰고 있는 판페르시

그 해 여름, 2005년 6월 4일, 루마니아 축구 국가대표팀을 꺾고, 로빈 판페르시는 처음으로 국제 네덜란드 컵 우승을 거머쥐었다. 판페르시는, 이 경기 후반 교체 출장하였는데, 결국 경기를 2-0으로 이겼다. 4일 뒤, 판페르시는 핀란드와의 경기에 출장하였다. 후반 교체선수로 출장하였는데, 뛰면서 네덜란드 팀의 4번째 골을 뽑아냈다. 네덜란드는 4-0으로 이겼다.
판페르시는 2005-06 시즌 첫 경기에 출장하였으며, 좋은 활약을 계속 하였다. 4 경기 만에 6 골을 뽑아낸 11월에는, 프리미어리그 이 달의 선수상을 수상하였다. 그는 크리스마스 무렵에는 잠깐 동안 무릎 부상을 당하였다. 2006년 1월 4일 꾸준한 활약 덕분에 그는 팀과 2011년까지의 연장 계약을 하였다. 그는 시즌 동안 38 경기를 뛰었는데, 대개 교체 선수로 이용되었으며, 골은 11 골을 기록하였다
주전 선발 선수로는 잘 출장하지는 못하였지만, 판페르시는 2006년 FIFA 월드컵 네덜란드 국가대표팀의 포워드로서 선발되었다. 국가대표팀 감독 마르코 판바스턴이 선발한 것이었다. 4 경기 만에 네덜란드는 토너먼트에서 탈락하였는데, 판페르시는 전 경기 출장하였으며, 코트디부아르와의 경기에서는, 23분 프리 킥을 골로 성공시켜, 한 골을 기록하였기도 하였다.
로빈 판페르시는 2006-07 시즌을 매우 좋은 활약을 펼치며 시작하였다. 수많은 골들 중에도, 특히 찰턴 애슬레틱과의 경기에서는 멋진 낙하(airbone) 발리(volley) 슛을 성공시켰다. 이 골은 BBC의 이 달의 골(잉글랜드)에 선정되었다. 다른 중요한 활약은 풀럼 FC와의 2-1로 진 경기에서였는데, 여기서 판페르시는 30야드짜리 강력한 프리 킥을 성공시켰다. 또한 그는 네덜란드 대표로 유로 2008 예선전에서도 두드러진 활약을 보였다. 9월 2일 룩셈부르크와의 경기에서 팀이 1-0으로 이기는 데 공헌을 하였으며, 10월 11일 팀이 알바니아에 2-1로 이기는 경기에서 첫 골을 기록하기도 하였다. 인상적인 활약을 보여준 덕분에, 판페르시는 2006년 "로테르담 올 해의 스포츠맨"(Rotterdam Sportsman of the year)에 뽑히기도 하였다. 판페르시는, 프리미어리그로 돌아와 아스널에서 크리스마스 기간 중 4 경기 출장에 5 골을 기록하였다. 하지만, 곧 부상을 당해, 시즌을 부상 상태로 마감하였다. 축하 세레모니(celebrating)을 하던 중, 중족골(발목뼈와 발가락뼈 사이에 있는 발의 뼈)에 부상을 당한 것이었다; 이 부상 때문에 시즌 마감까지 경기에 출장할 수 없었다. 이 시즌 종합 30 경기 출장에 13골을 기록하였다.

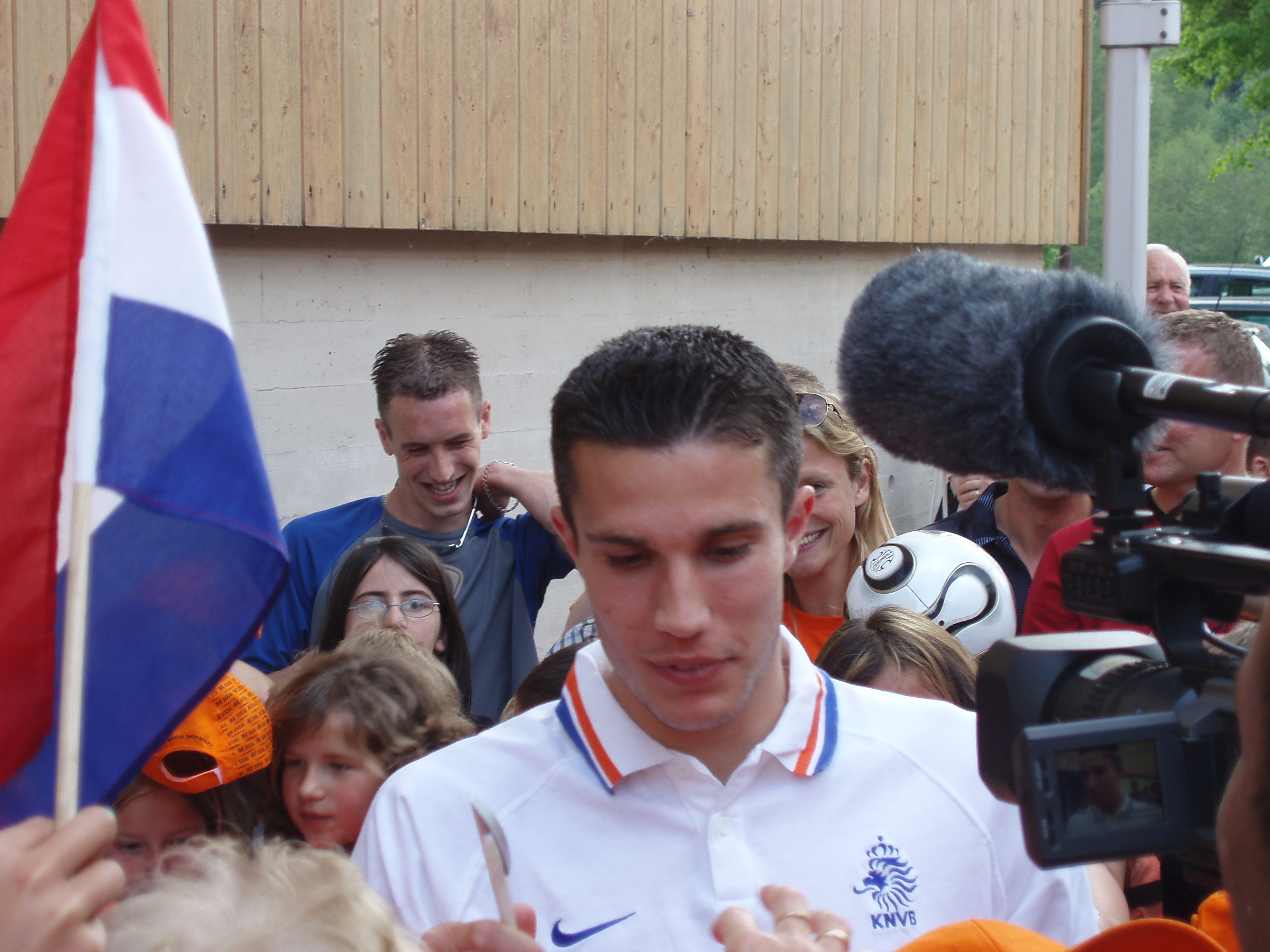
월드컵 때, 판페르시가 팬들에 둘러싸여 있다.

아스널은 티에리 앙리가 팀을 떠난 상태로 2007-08 시즌을 맞이하였다. 판페르시가 아스널의 주전 스트라이커 자리를 차지할 것이라고 전망되었다. 그는 시즌 전 에미레이츠컵에서, 인테르나치오날레와의 경기에서 팀이 2-1로 이기는 데 있어서, 좋은 활약을 펼쳤다. 이 경기 말고도, 여러 경기에서 그는 많은 골을 넣었으며, 아스널에게 있어서 중요한 선수로 자리매김하였다. 10 경기 출장에 7 골을 기록하고 있었는데, 네덜란드 대표팀 경기 출장 중에, 크게 넘어지면서 무릎을 다시 다쳤다. 이 부상 때문에 그는 약 두 달 간 출장을 못하였다. 2007년 12월 12일 FC 스테아우아 부쿠레슈티와의 경기에 복귀하였다. 2007년 12월 16일에는 프리미어리그 첼시 FC와의 경기에서 후반 교체 선수로 출장하였다.
판페르시는 2007-08 시즌에 리그에서 7골을 넣었고 총 대회 9골을 득점하였다.
유로 2008 대회 직전에도 부상을 당하여 조별예선 첫 경기였던 이탈리아전에 복귀하여 후반에 교체투입 되었다.
두 번째 경기인 프랑스전에도 후반에 교체로 출전하여 1골을 득점하였다. 네덜란드는 4-1로 승리하였다.
조별예선 3번째 경기인 루마니아전에는 선발로 출전하여 추가골을 득점하였다. 팀은 2-0 승리를 거두었고 3승으로 예선을 1위로 통과하였다.
2008-09 시즌에는 판페르시는 리그에서 28경기 출전하여 11골을 득점하였다.(팀 내 최다골) 12월 1일 첼시 FC 원정 경기에서는 후반에 2골을 기록하여 2-1 역전승의 주역이 됐다. 그는 지난 시즌보다 훨씬 많은 경기인 44경기에 출전하였다. 도합 20골을 득점하는 좋은 활약을 펼쳤다.
2009-10 시즌에 에마뉘엘 아데바요르가 맨체스터 시티 FC로 이적하자 벵거 감독은 그를 4-3-3의 최전방 스트라이커로 위치 조정을 하였다. 판페르시는 전반기에 11경기에 출전하여 7골을 득점하였다. 그러나 11라운드를 끝으로 또 다시 장기 부상에 발목을 잡혀야했다. 그가 부상으로 빠지자 아스널은 선더랜드 FC에게 0-1, 라이벌 첼시에게 0-3으로 패배하였다. 특히 선더랜드전 패배는 아스널의 14경기 만의 패배였고 21경기 만의 무득점 경기였다. 그는 토트넘 핫스퍼 FC와의 북런던 더비에 후반 교체로 복귀하면서 무려 6개월만의 복귀전을 치렀다. 팀은 1-2로 패배하였지만 가벼운 몸놀림과 날카로운 프리킥 슈팅을 선보이기도 했다. 37라운드 블랙번과 38라운드 풀럼전에서 각각 한골씩을 기록하며 리그에서 16경기에서 9골을 기록하였다. (팀내 득점 3위에 해당) UEFA 챔피언스리그에서는 4경기에 출전하여 1골을 기록하였다.
부상으로 많은 경기를 소화하진 못했지만 순도 높은 골 기록을 보여준 판페르시는 2010 남아공 월드컵 네덜란드 국가대표에 발탁되었다. 대회 전 평가전에서 멕시코,가나,헝가리를 상대로 득점을 올렸다. 월드컵에서는 카메룬과의 조별예선 3차전에서 선취골을 기록하였다. 네덜란드는 2-1로 승리하여 1위로 16강에 진출하였다. 네덜란드는 그 월드컵에서 결승전까지 오르고 그는 네덜란드의 모든 경기에 선발로 출전하였다.
2010-11 시즌에 판페르시는 과거 네덜란드 선배인 데니스 베르캄프가 아스널에서 달았던 등번호인 10번의 주인공이 되었다. 그러나 전반기에는 부상으로 많은 경기를 소화하지 못하였으나 첫 경기인 버밍엄 시티 FC전에서 프리킥으로 시즌 첫 골을 신고하였다. 웨스트햄 유나이티드전에서는 멀티골을, 위건 애슬레틱 FC전에서는 해트트릭을 기록하였는데 이 경기에서 만들어낸 해트트릭은 아스널에서 그가 기록한 첫 해트트릭이라고 한다. 이후 뉴캐슬 유나이티드 FC와의 4-4로 무승부를 거둔 경기에서도 멀티골을 기록하였고 울버햄튼 원더러스 FC전에서도 멀티골을 기록하여 2월까지 리그에서 9골을 기록하였다. FC 바르셀로나와 UEFA 챔피언스리그 16강 1차전에서 그는 후반전에 각이 없는 상황에서 환상적인 왼발 슈팅을 성공시키며 아스널의 2-1 승리를 이끌었다. 버밍엄 시티와의 칼링컵 결승에서는 전반전에 환상적인 시저스킥으로 동점골을 만들어냈다. 후반 23분에 부상으로 교체되었다. 아스널은 막판에 수비와 골키퍼의 실수로 오바페미 마르틴스에게 골을 내주며 1-2로 패배하였다. 그는 바르셀로나와의 2차전에서 선발로 복귀하였다. 그러나 후반 10분에 다소 억울할 수 있는 경고누적으로 퇴장당하여 팀의 1-3 패배와 16강 탈락을 지켜봐야만 했다. 판페르시는 리그에서 25경기 18골을 넣었는데 득점왕인 디미터르 베르바토프(32경기)와 카를로스 테베즈(31경기)가 각각 20골을 넣었다는 것을 감안하면 대단한 기록이라 할 수 있다.
2011-12 시즌에는 팀의 주장인 세스크 파브레가스와 주축 멤버인 사미르 나스리가 각각 FC 바르셀로나와 맨체스터 시티로 이적하고 난 후 그는 아스널의 새로운 주장으로 선임되었다. 2011년 8월 29일 판페르시는 라이벌 맨유전에서 선발로 나섰으나 전반전에 페널티킥을 실축하였지만 후반전에 시즌 첫 골을 만들어냈다. 그러나 아스널은 주축맴버의 부상과 공백속에 2-8로 굴욕적인 패배를 당하였다. 그는 상심한 체 통로로 빠져나가는 동료들에게 고함을 지르며 불러내 원정 서포터즈들에게 인사를 시키기도 했다. 9월 24일 볼튼 원더러스전에는 두골을 넣으며 아스널 역대 17번째로 통산 100호골의 주인공이 됐다. 10월 29일 첼시 FC 원정 경기에서 대다수의 전문가들은 홈팀 첼시의 우세를 점쳤지만 그는 해트트릭을 기록하며 아스널의 5-3 승리를 이끌었다. 11월 23일, 챔피언스리그 조별예선 도르트문트와의 경기에서 2골을 기록, 아스널에서의 홈경기 50, 51호 골을 기록했는데, 이로써 그는 아스널이 2006년에 에미레이츠 경기장으로 이전한 이후 최초로 홈경기 50골을 득점한 주인공이 됐다. 그는 12월 11일 에버튼과의 홈 경기에서 후반 24분에 알렉스 송의 롱패스를 왼발 논스톱 발리슈팅으로 연결시키는 환상적인 골을 성공시켰다. 팀은 1-0 승리를 거둔다. 판페르시는 2011년 12월 22일 경기인 아스톤 빌라 FC전에서 전반 17분에 테오 월콧이 만들어낸 페널티킥을 성공시키며 2011년에만 34골을 기록하였다. 이 기록은 티에리 앙리가 세웠던 기록과 타이를 이루는 기록이다. 리그 24라운드 블랙번전에서 시즌 두 번째 해트트릭을 기록하여 7-1 대승을 이끌었다. 리버풀과의 리그 27라운드 경기에서는 잉글랜드와의 A매치 기간에 입은 사타구니 부상을 안고 뛰었지만 자신에게 온 두 차례 기회를 모두 골로 연결시키며 2-1 승리를 이끌었다. 판페르시는 리그 37라운드 노리치 시티 FC를 상대로 3-3으로 비긴 경기에서 시즌 29호골과 30호골을 터뜨렸다. 그는 부상 없이 모든 리그 경기를 소화하며 38경기에서 30골을 기록하여 최초로 프리미어리그 득점왕을 차지하였다. 잉글랜드 선수협회와 기자협회에서 수상한 올해의 선수상도 받았다. 또한 27골로 본인에 이어 득점부분 2위를 차지한 웨인 루니와 함께 프리미어리그 올해의 베스트 일레븐에 공격수 부분에 선정되었다.
유로 2012에 그는 네덜란드 국가대표로 선발되었다. 조별 예선 첫 경기에서는 좋지 않은 모습을 보이며 몇 차례 결정적인 찬스를 날리기도 하였고 네덜란드는 덴마크에게 0-1로 패배하며 대회 첫 이변이 희생양이 되었다. 두 번째 경기는 숙적 독일과의 경기었다. 네덜란드는 이미 전반전에 두골을 내주며 0-2로 끌려가고 있었으나 판페르시는 후반 28분 박스 외곽에서 강력한 오른발 슈팅으로 대회 첫 득점을 올렸다. 그러나 네덜란드는 동점골 사냥에 실패하며 1-2로 패배하며 탈락 위기에 직면하게 됐다. 조별 예선 3차전 포르투갈전에서 그는 선발 풀타임을 소화했지만 별다른 활약이 없었고 네덜란드는 1-2로 역전패하며 3패로 탈락하며 망신을 당하게 된다.

### 맨체스터 유나이티드 FC
11-12 시즌이 끝난 후 아스널과의 계약이 1년 남아있던 판페르시는 공식적으로 아스널에게 이적 요청을 하였다. 당초 그는 공격수들의 골 빈곤에 시달리던 유벤투스 FC나 갑부군단 맨체스터 시티 FC가 그를 영입할 것이라고 예상되었다. 그러나 맨체스터 유나이티드가 판페르시 영입에 관심을 보였고 판페르시 역시 맨유 이적에 가장 큰 관심을 보여 두 구단간의 협상은 시작되었다. 퍼거슨 감독이 독일에서 하노버 96과의 프리시즌 경기에도 참석하지 않고 런던에서 벵거 감독을 직접 만나 협상을 진행했고 결국 합의를 이끌어내는데 성공했다. 8월 16일에 아스널과 맨유 두 구단 공식 홈페이지에 판페르시가 맨유로 이적한다는 공식발표가 올라왔고 계약 기간은 4년이며 이적료는 2400만 파운드였다. 아스널 팬들은 판페르시가 라이벌 맨유로 이적하자 유니폼을 불태우는 등 분노를 감추지 못했다. 판페르시는 오직 맨체스터 유나이티드만을 원했으며 이후 아르센 벵거의 인터뷰에 따르면 그는 맨체스터 시티가 제시한 30만 파운드의 주급도 거절하였다고 한다. 어릴적 판페르시의 방에는 온통 데니스 베르캄프와 아스널의 포스터 뿐이었다고 한다.
하지만 맨유 이적 후 자신의 첫 인터뷰에서 그는 이렇게 말했다. "내 안의 작은아이가 나에게 말했어요. 맨체스터 유나이티드!" 판페르시는 8월 17일 맨체스터에 있는 브릿지워터 병원에서 메디컬 테스트를 받고 개인협상을 마무리하여 공식적으로 맨체스터 유나이티드의 선수가 되었다. 등번호는 20번이었고 그는 구단 인터뷰에서 맨유에서 프리미어리그 20번째 우승을 이루어내고자 하는 의미였다고 한다.

### 2012-13
판페르시는 8월 20일 프리미어리그 1라운드 에버튼 FC전 원정경기에서 후반 22분에 대니 웰벡을 대신하여 교체로 출전하여 데뷔전을 치뤘으나 팀 패배를 막지는 못하였다. 그 주 주말 경기인 2라운드 풀럼 FC전에서 판페르시는 선발로 나섰다. 전반 10분에 파트리스 에브라의 크로스를 받아서 왼발 하프발리 슈팅으로 그는 자신의 데뷔골을 만들어냈고 그가 시도한 첫 번째 슈팅이었다는 점에서 그의 클레스를 증명해주는 득점이었다. 팀은 3-2로 승리를 거두었다. 리그 3라운드 사우스햄튼 FC전 에서도 그의 득점 행진은 계속되었다. 전반 23분에 그는 자신의 전매특허인 왼발 슈팅으로 시즌 2호골이자 팀의 동점골을 만들어냈다. 그는 후반전 1-2도 뒤지던 상황에서 자신이 얻어낸 페널티킥을 파넨카킥으로 처리하다 켈빈 데이비스 골키퍼의 선방에 막히며 동점골 찬스를 날려버리고 말았다. 그러나 후반 막바지에 두골을 몰아넣으며 본인의 첫 해트트릭을 완성하였고 팀은 극적으로 3-2 승리를 거두게 된다.(알렉스 퍼거슨의 리그 1000번째 경기이기도 했고 판페르시의 프리미어리그 100호골이 터진 경기이기도 하다.)
순조롭던 그의 맨유에서의 출발에 걸림돌이 된건 역시 부상이었다. 그는 9월 12일 헝가리와의 A매치에서 전반에 헝가리 수비수 롤란드 주하즈에게 거친 태클을 당해 허벅지 부상을 당한 것이다. 그는 후반전 시작과 함께 클라스 얀 훈텔라르로 교체되었다. 경기 종료 후 루이스 반 할 감독은 판페르시의 교체는 부상 예방 차원에서 뺀 것이라고 말하며 그의 부상은 심각하지 않다고 말했다. 그는 9월 15일 4라운드 위건 애슬레틱 FC전에 벤치맴버로 포함되어 후반 15분 폴 스콜스를 대신하여 그라운드를 밟았다. 팀은 4-0 대승을 거두게 된다. 9월 20일 갈라타사라이와의 챔피언스리그 32강 1차전에서는 선발로 다시 복귀하였다. 후반 막바지에 하비에르 에르난데스로 교체되었다. 9월 23일 앙숙 리버풀 FC전에서 선발로 나선 판페르시는 후반 25분에 안토니오 발렌시아가 만들어낸 페널티킥을 성공시키며 2-1 승리를 일궈냈다. 챔피언스리그 32강 2차전 CFR 클루이 원정 경기에서 판페르시는 0-1로 끌려가던 상황에서 두 골을 뽑아내며 2-1 역전승을 이끌었다. 뉴캐슬과의 리그 경기를 끝마치고(3-0 승) 판페르시는 네덜란드 대표팀에 소집되었다. 2014 브라질 월드컵 지역 예선 안도라와의 경기에서는 출전하지 않았지만 루마니아전에는 출전하여 후반 막바지에 한 골을 추가하였다. 네덜란드 국가대표 경기를 마치고 판페르시는 스토크 시티와의 프리미어리그 8라운드 경기에 선발로 나서 1골 1도움을 기록하였다. 10월 29일 경기인 첼시 FC 원정 경기는 리그 1,2위와의 경기로 많은 주목을 받았던 경기였다. 판페르시는 선발 풀타임을 소화하며 1골 1도움을 기록하며 첼시에 강한 면모를 이어갔으며 유나이티드는 3-2로 승리하며 리그에서 10년 만에 스탬포드 브릿지에서 승리를 거두었고 선두 첼시를 승점 1점차로 추격을 하게 되는 의미있는 경기었다. 다음 리그 경기는 판페르시 더비라고 할 수 있는 판페르시 본인의 친정팀 아스널과의 일전이었다. 판페르시는 전반 3분만에 토마스 베르마엘렌의 실수를 오른발 슈팅으로 득점으로 연결하였다. 그는 친정팀을 배려하는 마음으로 세레머니는 하지 않았으며 여러차례 가벼운 몸놀림을 선보여 팀의 2-1 승리를 이끌었다. 리그 선두였던 첼시가 스완지 시티 원정에서 1-1 무승부에 그치며 유나이티드는 승점 2점차로 첼시를 따돌리고 리그 선두를 달리게 되었다. 챔피언스리그 32강 4차전 SC 브라가 원정 경기에서 판페르시는 체력 안배를 위해 교체맴버에 이름을 올렸다. 후반 18분 0-1로 뒤지던 상황에서 교체 투입된 판페르시는 후반 34분에 환상적인 동점골을 성공시켰다. 맨유는 웨인 루니와 하비에르 에르난데스의 골까지 더하여 3-1 승리를 거두고 4승으로 16강 진출을 확정지었다. 판페르시는 11라운드인 아스톤 빌라 FC 원정 경기에서 경기 종료 후 허벅지에 경미한 부상을 입어 주중에 열리는 독일과의 친선 경기에 참석하지 않았다. 12라운드인 노리치 시티 원정 경기에서 선발로 복귀했으나 골을 넣지 못했고 팀은 0-1 로 패하고 말았다. 14라운드 웨스트햄 유나이티드 FC 전에서 판페르시는 전반 1분만에 득점을 올리며(정확한 기록은 32초이며 올 시즌 프리미어리그 가장 빠른 골의 기록이다) 팀의 1-0 승리를 이끌었다. 15라운드 레딩 FC 원정경기에서 그는 전반 34분에 결승골을 넣으며 4-3 승리를 이끌었지만 후반전에 결정적인 찬스를 날리며 아쉬움을 남기기도 하였다. 16라운드 맨체스터 시티와의 맨체스터 더비에서 판페르시는 후반 인저리 타임에 하파엘 다 실바가 얻어낸 프리킥을 성공시키며 극적인 3-2 승리를 이끌게 된다. 흥분한 맨시티 팬이 판페르시의 동료인 리오 퍼디난드를 향해 동전을 던져 논란을 불러일으키기도 했던 경기에서 승리를 거두며 맨유는 맨시티와의 격차를 6점차로 벌리며 선두 경쟁에서 유리한 고지에 올라서게 된다. 17라운드 선더랜드 AFC전에서는 1골 1도움을 기록했지만 18라운드 스완지 시티 원정 경기에서는 득점을 올리지 못하였고 후반전에는 스완지 시티의 수비수인 애슐리 윌리암스와의 신경전으로 논란을 불러 일으키기도 하였다. 19라운드 뉴캐슬 유나이티드 FC와의 홈 경기에서 2-3으로 뒤지던 후반에 동점골을 넣었고 팀은 막판에 하비에르 에르난데스의 골로 극적인 4-3 승리를 거둔다. 2012년의 마지막 경기인 웨스트 브로미치 알비온 FC전에서 후반 교체 투입된 판페르시는 경기 종료 직전 날카로운 왼발 슈팅으로 시즌 14호골을 터뜨렸다.이 골로 다시 득점 단독 선두로 올라갔으며 골 넣은 직후 경기 전날 사망한 친구를 애도하는 세레머니를 하기도 했다.
2013년의 첫 경기인 21라운드 위건 애슬레틱 FC 전에서 선발 출장한 판페르시는 2골 1도움을 기록하여 4-0 승리를 이끌었다. 웨스트햄과의 FA컵 64강 경기에서 1-2로 뒤지던 후반에 투입되어 후반 막판에 라이언 긱스의 패스를 받아 극적인 동점골을 넣어서 유나이티드를 다시한번 구해냈으며 12월에 5골 1도움을 기록한 활약을 인정받아 프리미어리그 이 달의 선수에 선정되었다. 리그 22라운드 리버풀과의 홈 경기에서 판페르시는 전반 19분에 선취골을 기록하여 2-1 승리를 이끌었다. 리그 17골을 터뜨리며 득점 선두를 굳건히 했으며 득점 2위 루이스 알베르토 수아레스와의 맞대결에서 완승을 거두었다. 주중 FA컵 웨스트햄과의 재경기에서는 교체 멤버에 이름을 올렸으나 결장하였고 23라운드 토트넘 핫스퍼 FC전에서 선발 출전하여 시즌 18호골을 득점하였으나 팀은 막판 추가시간에 클린트 뎀프시에게 통한의 동점골을 허용하여 맨시티와 승점 5점 차이로 좁혀지게 됐다. 사우스햄튼과의 리그 24라운드에서는 후반전에 헤딩으로 득점하였으나 오심으로 골이 인정되지 않았고 풀럼과의 리그 25라운드에서도 득점하지 못했지만 에버튼과의 26라운드에서는 1골 1도움을 올리며 2-0 승리를 이끌었다. 퀸즈 파크 레인저스 FC와의 리그 27라운드에서 선발로 나선 판페르시는 전반 23분 하파엘의 골 과정에서 크로스를 올리던 도중 미끄러져 엉덩이 쪽에 부상을 입었다. 이후 13분여를 더 뛰다가 대니 웰백과 교체되었다. 당초 노리치 시티와의 28라운드에서는 출전이 어렵다는 전망이 나왔지만 큰 부상이 아니었기에 판페르시는 빠르게 회복하여 28라운드에 선발로 복귀하여 65분을 소화하며 1도움을 기록하였다.
2014 브라질 월드컵 유럽 예선 에스토니아전에서 네덜란드 국가대표로 차출된 판페르시는 1골 1도움을 기록하며 3-0 승리를 이끌었다. 에버튼전 이후 7경기만에 무득점을 깨는 개인으로써 의미있는 골이었으며 이어진 루마니아와의 경기에서는 2골 1도움을 기록하여 4-0 승리를 이끌었다. 이 경기에서 판페르시는 A매치 34번째 골을 넣었는데 이 골로 그는 요한 크루이프가 가지고 있던 A매치 33골을 넘어서게 되었고 네덜란드 역대 득점 순위 5위에 올랐다.
판페르시는 이후 프리미어리그 33라운드 스토크 시티 원정 경기에서 페널티킥으로 지긋지긋한 무득점과 아홉수를 넘어서며 시즌 20호 골을 기록했다. 그 동안 마음고생이 있었는지 골을 넣은 후 퍼거슨 감독과 코칭스태프에게 달려가 함께 기쁨을 나누기도 했다. 첼시와의 FA컵 재경기로 인해 미뤄진 29라운드 리그 경기인 웨스트햄 원정 경기에서는 1-2로 뒤지던 상황에서 동점골을 넣어 두경기 연속골을 기록했으며 34라운드 아스톤 빌라전에서는 해트트릭 원맨쇼를 펼치며 3-0 승리를 이끌었다. 빌라전 해트트릭으로 시즌 24호골을 기록했고 루이스 알베르토 수아레스에게 뺏겼던 득점 1위 자리를 되찾았으며 특히 두 번째 골은 지난 시즌 에버튼과의 경기에서 넣었던 발리 슈팅이 연상되는 멋진 득점이었고 이 경기에서 맨체스터 유나이티드는 통산 프리미어리그 20번째 우승을 확정지었으며 판페르시 개인은 첫 리그 우승 타이틀을 거머쥐게 되었다. 다음 경기는 이번 시즌 두 번째 판페르시 더비인 아스널전이였다. 판페르시는 전반 2분 패스미스로 인해 시오 월콧에게 선취골을 내주는 빌미를 제공하였으나 전반 44분에 자신이 직접 아스널의 수비수 바카리 사냐에게 페널티킥을 얻어냈고 직접 키커로 나서서 시즌 25호골을 성공시켰다. 그는 PFA 올해의 베스트 일레븐에 2년 연속으로 선정되었고 그의 팀 동료인 다비드 데 헤아, 리오 퍼디난드, 마이클 캐릭 역시 선정되어 맨유는 최다 선수가 포함되었다. 그는 4월에 6골을 쓸어담으며 맨체스터 유나이티드의 4월의 선수와 프리미어리그 4월의 선수에 선정되었다. 5월 16일에 팬들이 선정한 올해의 선수에 선정되어 매트 버스비경 올해의 선수상을 수상하였다. 또한 그가 아스톤 빌라와의 경기에서 득점한 두 번째 골은 맨유 팬들이 선정한 올해의 골에 이름을 올렸다. 리그 마지막 라운드인 웨스트브로미치 원정에서 판페르시는 4-2를 만드는 골을 성공시켜 시즌 26호골을 기록했으며 2년 연속 득점왕에 이름을 올렸다.

### 2013-14
판페르시는 위건 에슬레틱과의 FA 커뮤니티 실드 경기에서 두 골을 성공시키며 맨유에서 두 번째 트로피를 들어올렸다. 프리미어리그 개막전 스완지 시티 원정 경기에서 두 골을 기록하며 4-1 승리를 이끌었다. 또한 이 경기는 그가 맨유 유니폼을 입고 출전한 50번째 경기이기도 하다. 월드컵 지역 예선에 소집된 판페르시는 에스토니아와 안도라를 상대로 총 3골을 기록했는데 이 골로 그는 네덜란드 국가대표 득점순위 단독 2위에 올랐다. 프리미어리그 4라운드 크리스탈 팰리스 FC를 상대로 페널티킥으로 득점하였고 UEFA 챔피언스리그 32강 1차전인 바이어 04 레버쿠젠전에서도 한골을 득점하였다. 5라운드 맨체스터 시티전에서 사타구니 부상으로 출전하지 못했고 팀은 패배하였다. 1-2로 패배한 웨스트 브로미치 알비온과의 경기에서 그는 교체로 부상 복귀전을 치렀다.
2-1로 승리한 선더랜드와의 경기 후 그는 월드컵 지역예선에 소집되었고 헝가리를 상대로 해트트릭을 기록했고 네덜란드는 8-1 승리를 거두었다. 이 경기로 그는 패트릭 클루이베르트를 제치고 역대 네덜란드 득점 1위에 올랐다. 이후 그는 사우스햄튼과의 8라운드에서 한골을 기록했고 스토크 시티, 풀럼을 상대로도 1골씩을 기록하여 리그에서 3경기 연속 득점을 기록했다. 레알 소시에다드와의 챔피언스리그 4차전에서 후반 교체투입되어 페널티킥 찬스를 맞았지만 골포스트를 맞추어 팀은 0-0 무승부에 그쳤다. 프리미어리그 11라운드 리그 1위이자 친정팀인 아스널과의 경기에서 그는 전반 27분에 코너킥 찬스에서 헤딩으로 결승골을 기록하며 또 다시 친정팀을 울렸으며 아스널을 상대로 3경기 3골이라는 기록을 남겼다. 그 후, 판페르시는 또 다시 부상으로 경기에 나서지 못했으며 데이비드 모예스의 무리한 트레이닝과 경기 출전으로 오히려 부상이 더 악화되기도 하였다. 게다가 올림피아코스와의 유럽챔피언스리그 원정 1차전 때, 팀이 0-2로 패하자, 동료의 움직임이 자신을 더 힘들게 했다며, 팀 전술에 대한 불만을 표출하기도 하였고 아스널 복귀설까지 나오기도 하였다. 그러나 판페르시가 직접 감독과의 불화설 및 이적설을 일축하며 "나는 맨유와 4년 계약을 했고 이곳에서 더욱 오랫동안 머물고 싶다. 감독의 전술과 맞지 않는다는 얘기는 모두 사실이 아니다"라며 팀 잔류에 대한 의지를 재차 강조하며 맨유와의 재계약을 원한다고 하였다.
그 후, 3월 20일 올드 트래퍼드에서 열린 챔피언스리그 16강 2차전에서는 올림피아코스를 상대로 해트트릭을 기록하며, 팀의 3-0 승리, 통합 스코어 3-2로 승리를 이끌며, 극적으로 8강 진출을 이끌어내는데 성공하였으나, 또다시 무릎 부상으로 인하여, 최대 6주 간 결장하게 되어 3월 26일에 열릴 맨체스터 더비와의 경기에 출전하지 못하게 되었다. 5월 6일에 열린 헐 시티와의 홈 경기에서 제임스 안토니 윌슨과 교체 출전하였고, 후반 36분에 팀의 3번째 골을 기록하였다. 팀은 헐 시티에 3-1로 이겨 마지막 홈 경기를 승리로 장식하였다. 13-14 시즌이 끝난 이후, 판페르시는 13-14시즌 EPL 유니폼 판매량 순위에서 1위를 기록하였다.
2014년 6월 14일 브라질 사우바도르의 아레나 폰테 노바에서 열린 스페인과의 2014 브라질 월드컵 B조 1차전에서 판페르시는 팀이 0-1로 뒤지고 있던 전반 44분에 중원에서 날아온 긴 패스를 돌고래처럼 치솟아 올라 16m짜리 헤딩골을 기록하였고, 후반 27분에는 카시야스의 볼을 빼앗아 텅 빈 골문에 손쉽게 밀어 넣었다. ESPN에 따르면 판페르시의 헤딩골은 스페인 골대로부터 17.5야드(약 16ｍ) 떨어진 곳에서 나왔다. ESPN은 "월드컵에서 거리를 기록하기 시작한 1970년 이래 가장 먼 곳에서 나온 헤딩골" 이라고 설명했다. 그 이후, 네덜란드는 판페르시의 2골과 더불어 아르연 로번의 2골, 스테판 더프레이의 1골을 기록한 네덜란드는 스페인을 5-1로 격파하여, 4년 전에 있었던 2010 남아공월드컵 결승전에서 스페인에 져 준우승에 그친 네덜란드가 4년 뒤에 열린 2014 브라질 월드컵에서 화끈하게 복수하는데 성공하였다. 그리고 오스트레일리아(호주)와의 조별 2차전 경기에서도 후반 13분에 동점골을 기록하며 네덜란드가 3-2 승리를 거둔데다가, 브라질 월드컵에 참가한 국가 중 제일 먼저 16강 진출을 이끌어내는데 성공하였다. 그 이후, 멕시코, 코스타리카, 아르헨티나전에는 골을 기록하지 못했으나, 7월 13일(한국시간)에 열린 브라질과의 3,4위전 경기에서 전반 3분에 아르연 로번이 얻어낸 페널티킥을 성공시켰고, 네덜란드는 브라질에 3-0 대승을 거둬 2014 브라질 월드컵에서 3위를 기록하였다.

### 2014-15
2014-15 시즌 초반에는 올여름 맨유의 지휘봉을 잡은 루이 판할 감독의 배려로 특별 휴가를 부여받아 개막전에는 결장하게 되었다. 판할 감독은 5일 팀 훈련에 합류할 예정인 판페르시를 프리시즌 잔여 경기는 물론 17일 스완지 시티와의 잉글리시 프리미어 리그 1라운드 경기에도 기용하지 않는다고 밝혔다. 그는 취재진과의 인터뷰에서 "판페르시는 실전에 나설 때까지 완벽한 훈련을 받아야만 한다"고 말했다. 부상에서 돌아온 판 페르시는 24일에 열린 선덜랜드와의 EPL 2라운드 경기에 선발 출전하였으나, 별다른 활약을 보이지 못하고, 후반 15분에 웰벡과 교체되었다. 9월 21일에 열린 레스터 시티와의 5라운드 경기에서 팔카오의 어시스트를 받아 헤딩골을 기록하여 본인의 리그 첫 골을 신고했지만 팀은 3-5로 역전패를 당했다. 9월 27일에 열린 웨스트 햄과의 홈 경기에서 팀의 두 번째 골이자, 본인의 두 경기 연속골을 기록하였다.
그러나, 10월에 접어드는 동안 한 골도 기록하지 못하다가, 10월 26일에 열린 첼시와의 홈 경기에서 후반 추가시간에 극적인 동점골을 터뜨려 팀을 무승부로 이끌었는데 판할 감독은 첼시와의 경기를 치르기 전 "판페르시가 이번 첼시와의 경기에서 골을 넣을 것이다."라고 예고하였다. 그 결과 판페르시가 동점골을 기록하여 판할의 기대에 부응하여 팀을 패배의 위기에서 구해냈다. 하지만, 판페르시는 골 세레머니 도중 흥분한 나머지 유니폼을 벗었고, 그로 인하여 주심으로부터 경고를 받았다. 그의 골 세레머니 대하여 판할 감독은 "멍청한 골세리머니였다. 판페르시가 흥분한 것이 보였지만, 골을 넣고 경고를 받는 것은 똑똑하지 않은 행동이었다." 라고 판페르시를 질책하기도 하였다.
그 이후, 판페르시는 11월 30일 헐 시티 AFC와의 홈 경기에서 1골 1도움을 기록한데다 12월 9일에 열린 사우샘프턴 FC과의 원정 경기에서 혼자 2골을 기록하여 팀을 2-1 승리를 이끌었고, 리그 5, 6호 골을 터뜨리며 웨인 루니(5골)를 제치고 팀 내 최다골의 주인공이 됐다. 이 날, 맨유는 판페르시의 활약 속에 리그 3위로 뛰어올랐다. 그리고, 12월 14일에 열린 리버풀과의 홈 경기에서 팀의 3번째 골을 터뜨려 3-0 승리를 견인하였는데 1골 1도움을 기록한 판페르시는 2011-12시즌부터 EPL 112경기 75골 34도움이 되어 최근 4년 득점 1위를 기록하였다.
판페르시는 2015년 2월 12일 번리 FC와의 2014-15 EPL 25라운드 홈경기에서 후반 36분 미드필더 앙헬 디 마리아가 얻은 페널티킥을 1분 후 왼발로 차넣어 팀 3번째 골을 기록하여 팀의 3-1 승리를 이끌었는데 그 골은 현재진행형으로 유일하게 2010-11시즌부터 5년 연속으로 10골을 기록했다.(EPL 14-15시즌 23경기 10골 2도움) 그러나, 지난 2월 22일 리버티 스타디움에서 벌어진 스완지와의 2014-2015 잉글랜드 프리미어리그 경기에서 발목 부상을 당해 3~4주 동안 결장하게 되었다. 그 후, 부상에서 회복한 판페르시는 4월 26일에 열린 에버턴과의 원정 경기에서 후반 41분 부상당한 루니를 대신하여 교체투입되었으나, 팀은 0-3 대패를 하고 말았다. 그리고, 4월 29일에 열린 풀럼과의 21세 이하 경기에 출전해 2골 1도움 기록하여 경기 감각을 끌어올린 후, 5월 3일에 열린 웨스트브로미치 알비온과의 리그 홈 경기에서 2달 만에 선발 출전해 풀타임 동안 그라운드를 누볐으나, 후반 27분 페널티킥을 실축하는 바람에 팀의 0-1 패배를 막지 못했다.

### 페네르바체
2015년 7월 12일. 지난 시즌 동안 부진과 부상에 시달린 판페르시는 맨유를 떠나 페네르바흐체로 이적을 확정지었다.

### 페예노르트로 복귀
판 페르시는 2018년 1월 20일(한국시간) 친정팀인 페예노르트로 이적하였다. 그리고 2018년 5월 15일(한국시간)에 페예노르트와 1년 재계약을 맺었다. 그 후, 2018 시즌을 끝으로 은퇴를 선언한다고 밝혔다.

## 가족
로빈 판페르시는 모로코계 네덜란드인인 보우크라(Bouchra)를 아내로 두고 있다.
그녀가 19살일 때 그와 첫 데이트를 시작했다고 한다. 1년 반 동안 연애를 했으며 2004년 3월 31일에 결혼하였다.
아들과 딸을 한 명씩 두고 있는데, 아들 이름은 샤킬이며 딸 이름은 디나 레이라이다. 샤킬 판페르시는 2006년 11월 16일 태어났고 디나 레이라 판페르시는 2009년 10월 10에 태어났다.
이들 가족은 노스런던 엔필드에 살았으나 판페르시가 맨유로 이적한 후로는 영국 잉글랜드 북서부 체셔에 살고 있다.
판페르시는 유로 2012 네덜란드 대표팀에 선발됐을 때 9번이 아닌 16번을 달고 뛰었는데 아들의 생일이 16일이기 때문이다.
2005년 6월 13일, 네덜란드 로테르담에서, 그가 2006년 월드컵 예선전에서 국가대표로 뛸 때, 판페르시는 성폭행 혐의로 네덜란드 경찰에 긴급 체포되었다.
한 25세의 여성이 나이트클럽에서, 6월 11일 토요일, 판페르시로부터 공격을 당하였다는 내용이었다. 판페르시는 14일 동안 구금되었으며, 경찰의 조사를 받았으나, 끝내 불기소 처분을 받았다.
2006년 2월, 네덜란드 검찰이 조사 끝에, 판페르시에 대한 사건을 종료시켰다.
당시 그의 아내인 보우크라는 판페르시를 떠나려고 했으나 그와 함께 보낸 시간이 너무도 소중했고 이 세상에 그와 같은 남자를 만날 것이라고 생각하지 못할 것이라 생각했다고 한다.
그 사건을 계기로 부부의 사이는 더 좋아졌고 단단해졌다고 한다.

## 축구 외
탁구의 광팬이며 자택에 프로들이 사용하는 프랑스제 탁구 테이블을 보유하고 있다. 아스널 시절에는 팀 내에서 탁구를 가장 잘 치는 선수들 중 한명이었고 맨유에서도 마찬가지인듯 하다. 실제 탁구 실력도 매우 수준급이다.
판페르시는 영어, 독일어를 능숙하게 구사할 수 있다.

## 통산 기록
| 클럽                | 시즌      | 리그         | 리그 | 리그 | 컵   | 컵 | 리그컵 | 리그컵 | 유럽 | 유럽 | 기타 | 기타 | 합계 | 합계 |
| 클럽                | 시즌      | 리그         | 출장 | 골   | 출장 | 골 | 출장   | 골     | 출장 | 골   | 출장 | 골   | 출장 | 골   |
| ------------------- | --------- | ------------ | ---- | ---- | ---- | -- | ------ | ------ | ---- | ---- | ---- | ---- | ---- | ---- |
| 페예노르트          | 2001–02   | 에레디비시   | 10   | 0    | 0    | 0  | —      | —      | 7    | 0    | —    | —    | 17   | 0    |
| 페예노르트          | 2002–03   | 에레디비시   | 23   | 9    | 3    | 7  | —      | —      | 2    | 0    | —    | —    | 28   | 16   |
| 페예노르트          | 2003–04   | 에레디비시   | 28   | 6    | 2    | 0  | —      | —      | 3    | 0    | —    | —    | 33   | 6    |
| 페예노르트          | 합계      | 합계         | 61   | 15   | 5    | 7  | —      | —      | 12   | 0    | —    | —    | 78   | 22   |
| 아스널              | 2004–05   | 프리미어리그 | 26   | 5    | 5    | 3  | 3      | 1      | 6    | 1    | 1    | 0    | 41   | 10   |
| 아스널              | 2005–06   | 프리미어리그 | 24   | 5    | 2    | 0  | 4      | 4      | 7    | 2    | 1    | 0    | 38   | 11   |
| 아스널              | 2006–07   | 프리미어리그 | 22   | 11   | 1    | 0  | 0      | 0      | 8    | 2    | —    | —    | 31   | 13   |
| 아스널              | 2007–08   | 프리미어리그 | 15   | 7    | 0    | 0  | 1      | 0      | 7    | 2    | —    | —    | 23   | 9    |
| 아스널              | 2008–09   | 프리미어리그 | 28   | 11   | 6    | 4  | 0      | 0      | 10   | 5    | —    | —    | 44   | 20   |
| 아스널              | 2009–10   | 프리미어리그 | 16   | 9    | 0    | 0  | 0      | 0      | 4    | 1    | —    | —    | 20   | 10   |
| 아스널              | 2010–11   | 프리미어리그 | 25   | 18   | 2    | 1  | 3      | 1      | 3    | 2    | —    | —    | 33   | 22   |
| 아스널              | 2011–12   | 프리미어리그 | 38   | 30   | 2    | 2  | 0      | 0      | 8    | 5    | —    | —    | 48   | 37   |
| 아스널              | 합계      | 합계         | 194  | 96   | 18   | 10 | 11     | 6      | 53   | 20   | 2    | 0    | 278  | 132  |
| 맨체스터 유나이티드 | 2012–13   | 프리미어리그 | 38   | 26   | 4    | 1  | 0      | 0      | 6    | 3    | —    | —    | 48   | 30   |
| 맨체스터 유나이티드 | 2013–14   | 프리미어리그 | 21   | 12   | 0    | 0  | 0      | 0      | 6    | 4    | 1    | 2    | 28   | 18   |
| 맨체스터 유나이티드 | 2014–15   | 프리미어리그 | 27   | 10   | 2    | 0  | 0      | 0      | —    | —    | —    | —    | 29   | 10   |
| 맨체스터 유나이티드 | 합계      | 합계         | 86   | 48   | 6    | 1  | 0      | 0      | 12   | 7    | 1    | 2    | 105  | 58   |
| 페네르바흐체        | 2015–16   | 쉬페르리그   | 31   | 16   | 5    | 5  | —      | —      | 12   | 1    | —    | —    | 48   | 22   |
| 페네르바흐체        | 2016–17   | 쉬페르리그   | 24   | 9    | 4    | 4  | —      | —      | 7    | 1    | —    | —    | 35   | 14   |
| 페네르바흐체        | 2017–18   | 쉬페르리그   | 2    | 0    | 0    | 0  | —      | —      | 2    | 0    | —    | —    | 4    | 0    |
| 페네르바흐체        | 합계      | 합계         | 57   | 25   | 9    | 9  | 0      | 0      | 21   | 2    | —\|  | —\|  | 87   | 36   |
| 페예노르트          | 2017–18   | 에레디비시   | 12   | 5    | 2    | 2  | —      | —      | —    | —    | —    | —    | 14   | 7    |
| 페예노르트          | 2018–19   | 에레디비시   | 22   | 15   | 4    | 2  | —      | —      | 1    | 0    | 1    | 0    | 28   | 17   |
| 페예노르트          | 합계      | 합계         | 34   | 20   | 6    | 4  | —      | —      | 1    | 0    | 1    | 0    | 42   | 24   |
| 경력 합계           | 경력 합계 | 경력 합계    | 428  | 199  | 43   | 31 | 11     | 6      | 99   | 29   | 4    | 2    | 590  | 272  |

1. ↑  FA 커뮤니티 실드를 포함한 다른 대회

(클럽 통계는 2017년 12월 13일 현재)

### 국제 대회

#### 득점 경기
| #  | 일자       | 장소                                              | 상대팀         | 득점 | 결과 | 비고                              |
| -- | ---------- | ------------------------------------------------- | -------------- | ---- | ---- | --------------------------------- |
| 1  | 2005/06/08 | 핀란드 헬싱키, 헬싱키 올림픽 스타디움             | 핀란드         | 0–4  | 0–4  | 2006년 FIFA 월드컵 유럽 지역 예선 |
| 2  | 2006/06/16 | 독일 슈투트가르트, 메르세데스-벤츠 아레나         | 코트디부아르   | 1–0  | 2–1  | 2006년 FIFA 월드컵                |
| 3  | 2006/08/16 | 아일랜드 더블린, 랜즈다운 로드                    | 아일랜드       | 0–4  | 0–4  | 친선경기                          |
| 4  | 2006/09/06 | 네덜란드 에인트호번, 필립스 경기장                | 벨라루스       | 1–0  | 3–0  | UEFA 유로 2008 예선               |
| 5  | 2006/09/06 | 네덜란드 에인트호번, 필립스 경기장                | 벨라루스       | 2–0  | 3–0  | UEFA 유로 2008 예선               |
| 6  | 2006/10/07 | 불가리아 소피아, 바실 레프스키 국립 경기장        | 불가리아       | 1–1  | 1–1  | UEFA 유로 2008 예선               |
| 7  | 2006/10/11 | 네덜란드 암스테르담, 암스테르담 아레나            | 알바니아       | 1–0  | 2–1  | UEFA 유로 2008 예선               |
| 8  | 2008/06/13 | 스위스 베른, 스타드 드 스위스                     | 프랑스         | 2–0  | 4–1  | UEFA 유로 2008                    |
| 9  | 2008/06/17 | 스위스 베른, 스타드 드 스위스                     | 루마니아       | 2–0  | 2–0  | UEFA 유로 2008                    |
| 10 | 2008/08/20 | 러시아 모스크바, 로코모티프 스타디움              | 러시아         | 1–0  | 1–1  | 친선경기                          |
| 11 | 2008/11/19 | 네덜란드 암스테르담, 암스테르담 아레나            | 스웨덴         | 1–0  | 3–1  | 친선경기                          |
| 12 | 2008/11/19 | 네덜란드 암스테르담, 암스테르담 아레나            | 스웨덴         | 2–0  | 3–1  | 친선경기                          |
| 13 | 2009/03/28 | 네덜란드 암스테르담, 암스테르담 아레나            | 스코틀랜드     | 2–0  | 3–0  | 2010년 월드컵 유럽 지역 예선      |
| 14 | 2009/09/05 | 네덜란드 엔스헤데, 더 그롤스흐 베스테             | 일본           | 1–0  | 3–0  | 친선경기                          |
| 15 | 2010/05/26 | 독일 프라이부르크, 드라이잠스타디온               | 멕시코         | 1–0  | 2–1  | 친선경기                          |
| 16 | 2010/05/26 | 독일 프라이부르크, 드라이잠스타디온               | 멕시코         | 2–0  | 2–1  | 친선경기                          |
| 17 | 2010/06/01 | 네덜란드 로테르담, 페예노르트 경기장              | 가나           | 4-1  | 4-1  | 친선경기                          |
| 18 | 2010/06/05 | 네덜란드 암스테르담, 암스테르담 아레나            | 헝가리         | 1-1  | 6-1  | 친선경기                          |
| 19 | 2010/06/24 | 남아프리카 공화국 케이프타운, 케이프타운 경기장   | 카메룬         | 0-1  | 1-2  | 2010년 FIFA 월드컵                |
| 20 | 2011/03/25 | 헝가리 부다페스트, 푸슈카시 페렌츠 슈터디온       | 헝가리         | 0-4  | 0-4  | UEFA 유로 2012 예선               |
| 21 | 2011/03/29 | 네덜란드 암스테르담, 암스테르담 아레나            | 헝가리         | 1-0  | 5-3  | UEFA 유로 2012 예선               |
| 22 | 2011/09/02 | 네덜란드 에인트호번, 필립스 경기장                | 산마리노       | 1-0  | 11-0 | UEFA 유로 2012 예선               |
| 23 | 2011/09/02 | 네덜란드 에인트호번, 필립스 경기장                | 산마리노       | 5-0  | 11-0 | UEFA 유로 2012 예선               |
| 24 | 2011/09/02 | 네덜란드 에인트호번, 필립스 경기장                | 산마리노       | 6-0  | 11-0 | UEFA 유로 2012 예선               |
| 25 | 2011/09/02 | 네덜란드 에인트호번, 필립스 경기장                | 산마리노       | 8-0  | 11-0 | UEFA 유로 2012 예선               |
| 26 | 2012/05/26 | 네덜란드 암스테르담, 암스테르담 아레나            | 불가리아       | 1-0  | 1-2  | 친선경기                          |
| 27 | 2012/06/02 | 네덜란드 암스테르담, 암스테르담 아레나            | 북아일랜드     | 1-0  | 6-0  | 친선경기                          |
| 28 | 2012/06/02 | 네덜란드 암스테르담, 암스테르담 아레나            | 북아일랜드     | 3-0  | 6-0  | 친선경기                          |
| 29 | 2012/06/13 | 우크라이나 하르키우, 메탈리스트 경기장            | 독일           | 1-2  | 1-2  | UEFA 유로 2012                    |
| 30 | 2012/09/07 | 네덜란드 암스테르담, 암스테르담 아레나            | 튀르키예       | 1–0  | 2–0  | 2014년 FIFA 월드컵 유럽 지역 예선 |
| 31 | 2012/10/16 | 루마니아 부쿠레슈티, 아레나 나치오날러            | 루마니아       | 4–1  | 4–1  | 2014년 FIFA 월드컵 유럽 지역 예선 |
| 32 | 2013/03/22 | 네덜란드 암스테르담, 암스테르담 아레나            | 에스토니아     | 2–0  | 3–0  | 2014년 FIFA 월드컵 유럽 지역 예선 |
| 33 | 2013/03/26 | 네덜란드 암스테르담, 암스테르담 아레나            | 루마니아       | 2–0  | 4–0  | 2014년 FIFA 월드컵 유럽 지역 예선 |
| 34 | 2013/03/26 | 네덜란드 암스테르담, 암스테르담 아레나            | 루마니아       | 3–0  | 4–0  | 2014년 FIFA 월드컵 유럽 지역 예선 |
| 35 | 2013/06/11 | 중국 베이징, 노동자 경기장                        | 중화인민공화국 | 2-0  | 2-0  | 친선경기                          |
| 36 | 2013/09/06 | 에스토니아 탈린, A. 레 코크 아레나                | 에스토니아     | 2–2  | 2–2  | 2014년 FIFA 월드컵 유럽 지역 예선 |
| 37 | 2013/09/10 | 안도라 안도라라벨랴, 에스타디 쿠무날 단도라라벨랴 | 안도라         | 1-0  | 2-0  | 2014년 FIFA 월드컵 유럽 지역 예선 |
| 38 | 2013/09/10 | 안도라 안도라라벨랴, 에스타디 쿠무날 단도라라벨랴 | 안도라         | 2-0  | 2-0  | 2014년 FIFA 월드컵 유럽 지역 예선 |
| 39 | 2013/10/11 | 네덜란드 암스테르담, 암스테르담 아레나            | 헝가리         | 1-0  | 8-1  | 2014년 FIFA 월드컵 유럽 지역 예선 |
| 40 | 2013/10/11 | 네덜란드 암스테르담, 암스테르담 아레나            | 헝가리         | 4-0  | 8-1  | 2014년 FIFA 월드컵 유럽 지역 예선 |
| 41 | 2013/10/11 | 네덜란드 암스테르담, 암스테르담 아레나            | 헝가리         | 5-1  | 8-1  | 2014년 FIFA 월드컵 유럽 지역 예선 |
| 42 | 2014/05/17 | 네덜란드 암스테르담, 암스테르담 아레나            | 에콰도르       | 1-1  | 1-1  | 친선경기                          |
| 43 | 2014/05/31 | 네덜란드 로테르담, 스타디온 페예노르트            | 가나           | 1-0  | 1-0  | 친선경기                          |
| 44 | 2014/06/13 | 브라질 사우바도르, 아레나 폰치 노바               | 스페인         | 1-1  | 5-1  | 2014년 FIFA 월드컵                |
| 45 | 2014/06/13 | 브라질 사우바도르, 아레나 폰치 노바               | 스페인         | 4-1  | 5-1  | 2014년 FIFA 월드컵                |
| 46 | 2014/06/18 | 브라질 포르투알레그리, 이스타지우 베이라히우      | 오스트레일리아 | 2-2  | 3-2  | 2014년 FIFA 월드컵                |
| 47 | 2014/07/12 | 브라질 브라질리아, 이스타지우 마네 가힌샤         | 브라질         | 1-0  | 3-0  | 2014년 FIFA 월드컵                |
| 48 | 2014/10/10 | 네덜란드 암스테르담, 암스테르담 아레나            | 카자흐스탄     | 3-1  | 3-1  | UEFA 유로 2016 예선               |
| 49 | 2014/11/16 | 네덜란드 암스테르담, 암스테르담 아레나            | 라트비아       | 1-0  | 6-0  | UEFA 유로 2016 예선               |
| 50 | 2015/10/13 | 네덜란드 암스테르담, 암스테르담 아레나            | 체코           | 2-3  | 2-3  | UEFA 유로 2016 예선               |

(국가대표팀 득점 통계는 2017년 12월 18일 현재)

#### 경기 통계
| 네덜란드 국가대표팀 | 네덜란드 국가대표팀 | 네덜란드 국가대표팀 |
| 연도                | 출장                | 골                  |
| ------------------- | ------------------- | ------------------- |
| 2005                | 7                   | 1                   |
| 2006                | 12                  | 6                   |
| 2007                | 4                   | 0                   |
| 2008                | 10                  | 5                   |
| 2009                | 8                   | 2                   |
| 2010                | 11                  | 5                   |
| 2011                | 9                   | 6                   |
| 2012                | 10                  | 6                   |
| 2013                | 10                  | 10                  |
| 2014                | 15                  | 8                   |
| 2015                | 5                   | 1                   |
| 2016                | 0                   | 0                   |
| 2017                | 1                   | 0                   |
| 합계                | 102                 | 50                  |

(국가대표팀 통계는 2017년 8월 31일 현재)

## 수상

### 페예노르트
- UEFA컵 : 2001-02
- KNVB 컵 : 2017-18
- 요한 크루이프 쉴드 : 2018

### 아스널
- FA컵 (잉글랜드) : 2005
- FA 커뮤니티 쉴드 : 2004
- UEFA 챔피언스리그 준우승 : 2005-06

### 맨체스터 유나이티드
- 프리미어리그 : 우승 (2012-13)
- FA 커뮤니티 실드 : 우승 (2013)

### 네덜란드
- FIFA 월드컵 : 준우승 (2010), 3위 (2014)

### 개인
- 네덜란드 축구 올해의 재능 : 2001-02
- KNVB 올해의 재능 : 2001-02
- PFA 올해의 선수 : 2011-12
- PFA 올해의 팀 : 2011-12, 2012-13
- PFA 팬 선정 올해의 선수 : 2011-12
- FWA 올해의 선수 : 2011-12
- 프리미어리그 올해의 선수 : 2011-12
- 프리미어리그 득점왕 : 2011-12, 2012-13
- 프리미어리그 도움왕 : 2008-09
- 프리미어리그 이달의 선수 5회
- ESM 올해의 팀 : 2011-12
- 아스날 올해의 선수 : 2008-09, 2011-12
- 맨유 올해의 선수 : 2012-13
- 맨유 올해의 득점 : 2012-13
- 에레디비시 이 달의 선수 : 18년 8월
- BBC 올해의 골 : 2012-13
- BBC 이 달의 골 5회
- FIF/PRO 월드 베스트 후보 : 2011, 2012, 2013
- 2014 FIFA 월드컵 유럽 예선 최다 득점자 : 11골
- UEFA 유로 2008 MoM : vs. 루마니아 (조별리그)
- 2010년 FIFA 월드컵 MoM : vs. 카메룬 (조별리그)
- 2014년 FIFA 월드컵 MoM : vs. 스페인 (조별리그)
- 네덜란드 대표팀 역대 최다 득점자 : 50골
- FIFA 푸스카스상 3위 : 2014

## 광고

### 대한민국
- 오뚜기 3분요리
- 조아제약 바이톤

## 같이 보기
- A매치 100경기 이상 출전한 축구 선수 명단